# NGC 5116
NGC 5116 is een balkspiraalstelsel in het sterrenbeeld Hoofdhaar. Het hemelobject werd op 11 april 1785 ontdekt door de Duits-Britse astronoom William Herschel.

## Synoniemen
- UGC 8410
- MCG 5-32-9
- ZWG 161.36
- KUG 1320+272
- IRAS 13205+2714
- PGC 46744